# Марийская низменность
Мари́йская ни́зменность — низменность по левобережью Волги, расположенная главным образом в юго-западной части Республики Марий Эл, от её западных границ до реки Малая Кокшага.
Высота низменности колеблется от 50 до 100 м. На плоских междуречьях расположены гряды древних дюн. Низменность дренируется левыми притоками Волги, такими как Ветлуга, Большая Кокшага и др. Много мелких озёр и болот. Почвы подзолистые, песчаные, частично заболоченные. Низменность покрыта сосновыми лесами; по поймам рек — дубовые леса, луга.